# Max Horkheimer
Max Horkheimer (Stuttgart-Zuffenhausen, 1895. február 14. – Nürnberg, 1973. július 7.) német szociálfilozófus, a frankfurti iskola vezető teoretikusa.

## Élete
Horkheimer Zuffenhausenben, a Schwieberdinger Straße 58. szám alatti irodaépületben látta meg a napvilágot zsidó gyáros gyermekeként. A stuttgarti gimnáziumot 1911-ben otthagyta (15 évesen) és apja gyárában lett tanuló. A hároméves tanulmányi idő befejeztével 1914-ben apja nyomdokaiba lépett. Az első világháború frontjára csak 1917-ben hívták be mint cégvezetőt. 1919-ben esti gimnáziumban letette az érettségit Münchenben. 1919-től 1922-ig a müncheni Lajos–Miksa Egyetemen, ill. Frankfurt am Main-ban az Freiburgi Egyetemen tanult. 1922-ben doktorált summa cum laudéval Frankfurtban Hans Corneliusnál, akinek az asszisztense lett három évre. 1925-ben ugyanott habilitált. 1926-ban feleségül vett apja egykori titkárnőjét, Rose („Maidon“) Christine Riekhert.
1930-tól a frankfurti Johann Wolfgang Goethe Egyetemen oktatott szociálfilozófiát a bölcsészkaron. Még ugyanabban az évben az 1924-ben alapított Társadalomkutatási Intézet igazgatója lett az intézet bezárásáig (alapító Carl Grünberg). Genfen át New Yorkba emigrált, ahol a Columbia Egyetemen amerikai kollégái segítségével továbbvitte a kutatóintézetet. 1941-ben átköltözött a nyugati partra, Pacific Palisades-be (Los Angeles) és Thomas Mann közvetlen szomszédja lett. Munkatársa és jóbarátja Theodor Adorno kevéssel később követte őt. 1947-ben jelentette meg az Egyesült Államokban Eclipse of Reason, és Adornóval közösen a Dialektik der Aufklärung című két fő művét. 1949-ben Horkheimer visszatért a frankfurti egyetemre és 1950-ben újra megnyílt vezetése alatt a szociológiai kutatóközpont (Adorno volt a helyettese). 1951-ben az egyetem rektorává választották. Horkheimer már 1957-ben barátjával, Friedrich Pollockkal a svájci Montagnolába költözött.
Horkheimer volt a Zeitschrift für Sozialforschung című lap alapítója és 1939-ig felelős szerkesztője, s amely később Studies in Philosophy and Social Science (1940–42) címen jelent meg. Ezen kívül Horkheimer kezdeményezésére jelent meg 1936-ban Párizsban a Studien über Autorität und Familie. A két tanulmány spiritus rektoraként szorosan együttműködött több marxista és Freud-követő kutatóval, akiket később összefoglalóan a Frankfurti Iskola néven említettek .
Frankfurt am Main városa Max Horkheimert Goethe-emlékéremmel tüntette ki 1953-ban, majd díszpolgárrá is avatta 1960-ban. A berni zsidó temetőben temették el.

## Magyarul
- Max Horkheimer–Theodor W. Adorno: A felvilágosodás dialektikája. Filozófiai töredékek; ford. Bayer József et al.; Gondolat–Atlantisz, Bp., 1990 (Kísértések)

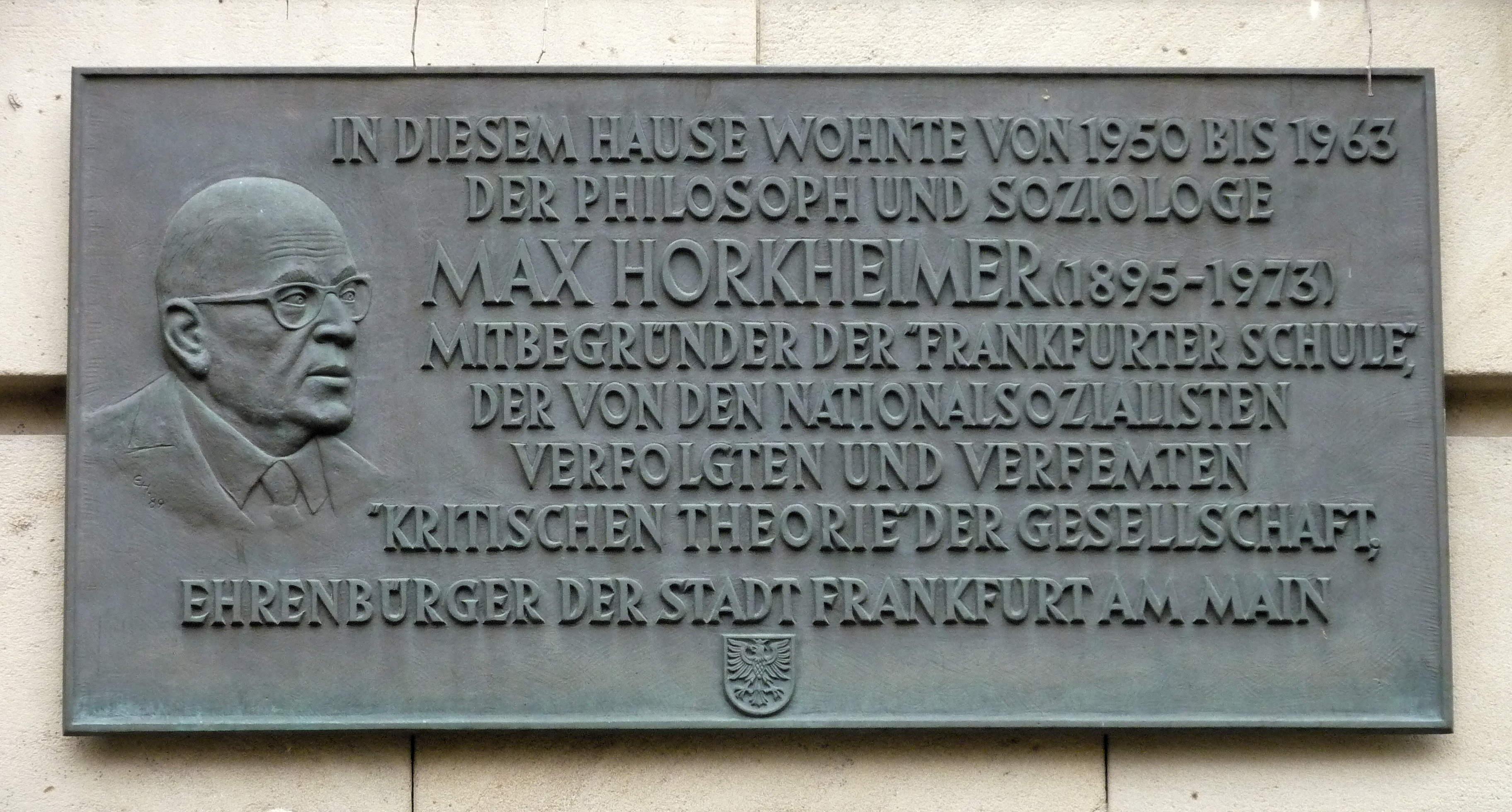
Horkheimer-emléktábla egykori frankfurti lakóházán

- Max Horkheimer–Theodor W. Adorno: A felvilágosodás dialektikája. Filozófiai töredékek; ford. Bayer József, Geréby György, Glavona Zsuzsa, Mesterházi Miklós, Vörös T. Károly; 2. jav. kiad.; Atlantisz, Bp., 2011 (Kísértések) ISBN 9789639777149